# Penske Corporation
Penske Corporation, Inc. ([pɛn.skiː]) — американська диверсифікована компанія з надавання транспортних послуг, що базується в місті Блумфілд, округ Окленд, штат Мічиган. Де Роб Курнік  президент, а Роджер Пенске — голова приватної компанії.

## Холдинги

### Поточний
- DAVCO Technology (виробництво транспортних компонентів)
- Ilmor Engineering (високопродуктивні автоспортивні двигуни)
- Penske Automotive Group (PAG: NYSE — 40 +% акцій)
- Penske Entertainment Corporation; материнська компанія:
  - IMS, LLC (Оператори гоночної траси)
  - IMS Productions, Inc. (Телевізійна телевізійна телекомпанія з супутниковими вантажівками, телевізійними тележками та засобами монтажу аудіо / візуалізації)
  - Індіанаполіс Мотор Спідвей (2,5-мильна гоночна траса в Спідвеї, штат Індіана )
  - INDYCAR, ТОВ ( автоспорті санкцій тіла, материнська компанія серії IndyCar )
- Penske Logistics (управління ланцюгами поставок та логістична служба)
- Penske Motor Group (роздрібна торгівля автомобілями в Каліфорнії та Техасі)
- Premier Truck Group (автосалони комерційних автомобілів)
- Penske Truck Leasing (спільне підприємство з Penske Corp. та Mitsui & Co., Ltd)
- Прокат вантажівок Penske (послуги з прокату вантажівок)
- Команда Пенске (команда IndyCar, NASCAR та IMSA)
- Truck-Lite (виробництво транспортних компонентів)

### Колишній
- Detroit Diesel - колишня дочірня компанія GM, Пенске придбав частину компанії в 1988 році і разом з General Motors виділив компанію в окрему компанію.[2][3] Продано DaimlerChrysler AG у 2000 р.[4]
- DJR Team Penske (51% акцій) (австралійська команда V8 Supercars)[5] продано в 2020 році.[6]
- Автоцентри Penske — колишня дочірня компанія, яка працювала з автосервісними центрами в окремих магазинах Kmart з [7][8] до 2002 року.[9][10]
- VM Motori Sp А.[11] — 50% було придбано в 2003 році, решту - у 2007 році, але 51% акцій було продано Fiat Sp А. у лютому 2011 р., А решта продана Fiat у 2013 р.[12]

## Зовнішні посилання
Офіційний сайт